# Jerchwitz
Jerchwitz is een plaats in de Duitse gemeente Hohendubrau, deelstaat Saksen, en telt 51 inwoners (2006).